# 李乾
李 乾（り けん、生没年不詳）は、中国後漢末期の曹操配下の武将。『三国志』魏書に伝のある李典の従父。本貫は兗州山陽郡鉅野県。

## 事跡
雄々しい気質の持ち主で、食客数千家を従えて、乗氏の地に割拠した。
初平年間から、配下を従えて曹操に従属する。寿張の地で黄巾の乱の残党を破り、また袁術や陶謙の征討にも従軍した。
興平元年（194年）、呂布の乱が起こると、曹操は李乾を乗氏に帰し、諸県を慰労させた。この時、呂布に与する薛蘭・李封が李乾を招き、曹操に叛くことを勧めた。しかし李乾がこれに従わなかったため、殺害された。曹操は李乾の子の李整に、配下の兵を引き継がせた。
羅貫中の小説『三国志演義』には登場しない。代わりに、従子の李典の事績が正史『三国志』よりも前倒しにされ、董卓討伐の蹶起以前から曹操に仕えたことになっている。